# Frampton (Lincolnshire)
Frampton is een civil parish in het bestuurlijke gebied Boston, in het Engelse graafschap Lincolnshire. In 2001 telde het civil parish 1217 inwoners.